# فيسنتي عباد سانتوس
فيسنتي عباد سانتوس هو قاضي فلبيني، ولد في 12 يوليو 1916 في سان فرناندو، الفلبين في الفلبين، وتوفي في 30 ديسمبر 1993 في الفلبين.